# Тепловой удар
Теплово́й уда́р — следствие перегрева организма. При жаре организм не в состоянии поддерживать нормальную температуру тела, невозможность правильной терморегуляции приводит к серьёзным нарушениям. Тепловой удар может вызвать тяжёлые последствия для людей, страдающих сердечно-сосудистыми заболеваниями, вплоть до остановки сердца.
В обычных условиях нежаркой погоды и невысокой влажности в движении или при выполнении какой-либо физической работы избыточное тепло удаляется из человеческого организма в окружающую среду.
Если же избыток тепла не отводится или отводится медленно в неполной мере, наступает болезненное состояние. В тяжёлых случаях это может привести к летальному исходу.
Тепловой удар возникает вследствие превышения температуры тела своей нормы, то есть выше 36,6 °С. Такая ситуация возникает, как правило, при сочетании нескольких факторов:
1. Тёплая или жаркая погода (+25 °С и выше).
2. Длительная солнечная радиация, то есть длительное нахождение под лучами солнца, а не в тени.
3. Слишком тёплая и жаркая одежда, как правило, закрывающая основную часть тела.
4. Отсутствие головного убора, защищающего от перегрева головы.
5. Высокая влажность в жаркую погоду. Терморегуляция человека связана с испарением воды, но при высокой влажности вода на поверхности кожи не может испариться, а значит, высокая влажность ещё усугубляет ситуацию.

При достижении температуры денатурации белка (+42 °C) возможны летальные исходы. Вопреки распространённому мнению, летальные исходы преобладают в относительно холодных странах (Япония, Россия, Канада), где люди не привыкли к аномальной жаре или воспринимают её как благо, не рассматривая перегревание как биологическую опасность и возможную причину смерти.

## Клинические формы теплового удара
1. асфиктическая (доминируют нарушения дыхания, фебрильная температура: 38-39 °C)
2. гипертермическая (доминирует пиретическая температура: 40-41 °C)
3. церебральная (доминируют нейропсихические расстройства)
4. гастроэнтеритическая (доминируют диспепсические нарушения)

## Симптомы теплового удара
Лёгкая степень характеризуется субфебрильной лихорадкой, головными болями, заторможенность, бледностью кожи.
Средняя степень характеризуется появлением тошноты, рвоты, температурой 39-40 градусов, галлюцинациями и/или бредом, гиперемией кожи.
Тяжёлая степень характеризуется утратой  сознания, сопором, комой, гиперпирексией до 41-42 градусов, потерей сознания, судорогами, анурией, сердечно-сосудистой недостаточностью.

## Помощь при тепловом ударе
- При первых признаках теплового удара следует вызвать врача. До его приезда ваша задача — обеспечить охлаждение организма.
- Если пострадавший чувствует тошноту, слабость — ему следует принять горизонтальное положение, лёжа на спине в прохладном месте. Однако при рвоте необходимо зафиксировать больного таким образом, чтобы избежать захлёбывания рвотной массой.
- Приложите на лоб и под затылок холодные компрессы.
- Обеспечьте приток свежего воздуха.
- По возможности обливайте тело прохладной (18-20 °C) водой, можно даже принять прохладную ванну.

## Группа повышенного риска
Наибольшую опасность тепловой удар представляет для людей с больной сердечно-сосудистой системой (в этих случаях возможен даже смертельный исход) и детей.

## Профилактика
В течение тысячелетий народы мира выработали простые и эффективные правила предупреждения теплового удара.
Сиеста — испанский термин, определяющий полное прекращение работы и движения в наиболее жаркое время дня. Люди находятся в домах, часто — неподвижно лежат или спят до времени, когда спадёт жара. Похожие обычаи отмечены у всех народов в жаркий сезон.
В ряде жарких мест Азии принято пребывать в тени, сидеть или полулежать, дремать, но не спать, вести беседу. Обязательным обычаем является употребление горячего зелёного чая в больших количествах с обильным потовыделением. Испарение влаги с кожных покровов очень способствует некоторому охлаждению организма и позволяет намного легче переносить жару.
Использование длинных набивных халатов
на основе хлопка изолирует тело от окружающего раскалённого воздуха, температура которого выше температуры тела. Таким образом, в толстом хлопковом халате всё же прохладнее, чем в какой-либо иной одежде.
Купание в воде — замечательное средство переносить жару и предупреждать перегрев организма и последующий тепловой удар. Вода как более плотная среда значительно лучше отводит избыточное тепло организма, чем воздух.
Обливание прохладной водой, приём душа также приносят облегчение, но лишь на короткое время.
Зонтик и веер, шляпа с широкими полями, светлая одежда из хлопка и льна — изобретения, которые позволяют намного легче переносить жару и избегать теплового удара.
Для предупреждения теплового удара в армии США по рекомендациям физиологов введена обязательная практика частого приёма воды всеми военнослужащими в жарком климате. Контроль за соблюдением питьевого режима обычно возложен на сержантов. Все военнослужащие обязаны иметь носимый запас воды во фляге и возможность его пополнения. Такие же правила приняты и в армиях других стран мира. Эту полезную практику также рекомендуется ввести в обычай невоенным людям.
Однако существует определённый тепловой порог — такая высокая температура окружающего воздуха, когда всякую деятельность следует прекратить, дожидаясь вечерней прохлады.
Появление кондиционеров и возможности создания прохладного микроклимата в автомобиле или искусственного климата в замкнутых помещениях с принудительным охлаждением воздуха позволяет отказаться от сиесты и безопасно и эффективно работать и полноценно отдыхать в любое время суток в любую погоду.
Создание так называемой искусственной среды обитания успешно решает проблемы жизнедеятельности человека независимо от климатических условий.

## Патогенез
Затруднение теплоотдачи сопровождается усиленной функцией нервной системы, сердца и сосудов. При непродолжительном влиянии неблагоприятных факторов или их быстром устранении состояние организма заметно не ухудшается. Однако при продолжающемся действии причины теплового удара резко ослабляется работа сердца, возникают пассивная гиперемия мозга, отёк лёгких, дистрофия миокарда, паренхимы печени и почек. Смерть обычно наступает от паралича сердца. Регулирование теплоотдачи начинается с гиперемии кожных сосудов, увеличения потоотделения и учащения углублённого дыхания при ускоренном кровообращении в альвеолярных капиллярах. Усиливаются сердечная деятельность и мозговое кровообращение.

## Причины возникновения теплового удара у животных
Тепловой удар возникает в условиях высокой температуры воздуха и повышенной влажности. Частыми причинами перегревания служат скученная расстановка животных в помещениях с плохой вентиляцией, перевозка железнодорожным или водным транспортом с нарушением нормативов погрузки и температурно-влажностного режима в вагонах или трюмах. Перегреванию способствует значительное физическое напряжение, поэтому случаи теплового удара нередки при длительных перегонах животных крупными группами. Перегревание возникает у новорождённых телят-гипотрофиков при неправильном режиме работы обогревательных шкафов или камер. Способствуют перегреванию нерегулярное поение животных в жаркое время, переутомление, нарушение обмена веществ.

## Симптомы теплового удара у животных
Отмечают беспокойство, обильное потение, учащение дыхательных движений, стучащий сердечный толчок, ускоренный пульс малого наполнения. Первый тон сердца короток и усилен, второй ослаблен. Кровь сгущена, легко свёртывается. Температура тела повышена. Слизистые оболочки глаз, носа и рта цианотичны. Перистальтика кишечника ослаблена. Позднее обращают внимание на угнетение, отсутствие или ослабление реакции на внешние раздражения.